# Камелия Касабова
Камелия Методиева Касабова е заместник-председател на XXXIX и XL народно събрание.

## Образование и публикации
Касабова завършва Юридическия факултет на Софийския университет „Св. Климент Охридски“ през 1982 г. Тя е доктор по право, професор по търговско право в Стопанския факултет към СУ „Св. Климент Охридски“.
Касабова е специализирала банково дело в Швейцария, банково и борсово дело в САЩ и търговско право в СУ „Св. Климент Охридски“.
Автор е на десетки научни студии и статии в специализирани списания, както и на монографиите „Акции и способи за прехвърляне“, изд. 1999 и 2002 г. и „Облигациите по българското акционерно право“, изд. 2003 г. Съавтор е на книгата „Новите положения в търговското право“, изд. 2000 г.

## Професионален живот
- Репортер в правното предаване „Добър ден“ на Програма „Христо Ботев“ на БНР.
- Юрисконсулт, старши юрисконсулт в системата на Министерство на външната търговия.
- Главен юрисконсулт, директор Направление „Правно“ на БСИ „Минералбанк“.
- Главен секретар на Асоциацията на търговските банки (изборна длъжност).
- Адвокат в Софийска адвокатска колегия.
- Заместник-председател на Арбитражния съд при Българската стопанска камара (БСК) и арбитър.

Смятано за май 2004 г., тя е заместник-председател на XXXIX народно събрание и народен представител от ПГ на НДСВ. Член е на Комисията по европейска интеграция и председател на Парламентарната група за приятелство България – Венецуела.
Владее руски и английски език.
Камелия Касабова е омъжена, с едно дете.